# Белолицева патица свирачка
Белолицевата патица свирачка (Dendrocygna viduata) е вид птица от семейство Патицови (Anatidae). Видът е незастрашен от изчезване.

## Разпространение
Разпространен е в Ангола, Антигуа и Барбуда, Аржентина, Аруба, Барбадос, Бенин, Боливия, Ботсвана, Бразилия, Буркина Фасо, Бурунди, Камерун, Централноафриканска република, Чад, Колумбия, Коморски острови, Демократична република Конго, Република Конго, Кот д'Ивоар, Куба, Доминика, Доминиканска република, Екваториална Гвинея, Еритрея, Етиопия, Френска Гвиана, Габон, Гамбия, Гана, Гваделупа, Гвинея, Гвинея-Бисау, Гвиана, Хаити, Кения, Лесото, Либерия, Мадагаскар, Малави, Мали, Мартиника, Мавритания, Мавриций, Майот, Монсерат, Мозамбик, Намибия, Никарагуа, Нигер, Нигерия, Парагвай, Перу, Реюнион, Руанда, Сейнт Китс и Невис, Сейнт Лусия, Сейнт Винсент и Гренадини, Сенегал, Сиера Леоне, Сомалия, Южна Африка, Южен Судан, Суринам, Свазиленд, Танзания, Того, Тринидад и Тобаго, Уганда, Уругвай, Венецуела, Замбия и Зимбабве.